# مگس‌های شیره
مگس‌های شیره (نام علمی: Aulacigastridae) نام یک تیره از فروراسته مگس‌خانگی‌شکلان است.